# Aurelio García Macías
Aurelio García Macías (Pollos, Valladolid, 28 de marzo de 1965) es un académico y obispo de nacionalidad española. Desde 2021, trabaja como subsecretario de la Congregación para el Culto Divino y la Disciplina de los Sacramentos.

## Biografía
Licenciado en Filosofía por la Universidad de Salamanca, fue ordenado sacerdote en 1992 en Valladolid. Es doctor en Liturgia por el Pontificio Instituto Litúrgico San Anselmo de Roma, con una tesis titulada Presbíteros en cada Iglesia (Hch, 14,23). La plegaria de ordenación del presbítero en el Rito Bizantino-Griego y en el Rito Romano. Ha sido profesor invitado de la Facultad de Teología de la Universidad Eclesiástica San Dámaso de Madrid y presidente de la Asociación Española de Profesores de Liturgia. Sus primeros destinos fueron las parroquias de Villalba de los Alcores y La Mudarra.

### Delegado de Liturgia de la Archidiócesis de Valladolid
En 1997 fue nombrado delegado de Liturgia de la Archidiócesis de Valladolid, cargo que compaginó con el de párroco en la Iglesia de Santiago Apóstol. 
En 2005 fue también nombrado Consiliario de la Cofradía de las Siete Palabras, pronunciando el Sermón de las Siete Palabras al año siguiente en la Plaza Mayor, cargos todos ellos que desempeñaría hasta 2011.

### Rector del Seminario de Valladolid
Entre 2011 y 2015 fue rector del Seminario de Valladolid. Durante su mandato tuvieron lugar los actos conmemorativos del cincuenta aniversario del actual edificio y profundizó en la cuestión de la crisis de vocaciones, en una ciudad en la que se ordenan dos sacerdotes al año. Defendió una buena labor formativa, próxima a la realidad social y humana y la cercanía de la institución, constatando la existencia de un perfil de seminarista que previamente ha estudiado una carrera.
También se pronunció sobre los casos de pederastia en la Iglesia, considerando que obedecían a una no integración social del invididuo y una inadecuada formación afectiva, para lo cual debía ahondarse en la cuestión de una formación afectiva y sexual integral.
En 2013 fue nombrado académico de Bellas Artes, tomando posesión el 29 de mayo de 2014 con un discurso titulado Arte y liturgia: per viam pulchritudinis.

### Jefe de la Oficina de la Congregación para el Culto Divino y la Disciplina de los Sacramentos
En 2015, dentro de la reforma que el papa Francisco encomendó al cardenal Robert Sarah, fue nombrado Capo Ufficio de la Congregación para el Culto Divino y la Disciplina de los Sacramentos, bajo la prefectura de este. Su labor consiste en la administración y el despacho ordinario de los asuntos de la Congregación. Puso fin a su mandato como rector el 31 de agosto de 2015, incorporándose a su nuevo puesto días después.
En 2010 ya había sido nombrado consultor externo de la Congregación por Benedicto XVI, en calidad de experto en Liturgia, pero no tenía vinculación permanente con la institución.
El 27 de mayo de 2021 fue nombrado subsecretario de la Congregación por el papa Francisco, a la vez que se le concedía la dignidad episcopal asignándole la sede titular de Rotdon. Recibió la consagración episcopal el 11 de julio de manos del cardenal Ricardo Blázquez Pérez.